# Mount Pleasant (Wisconsin)

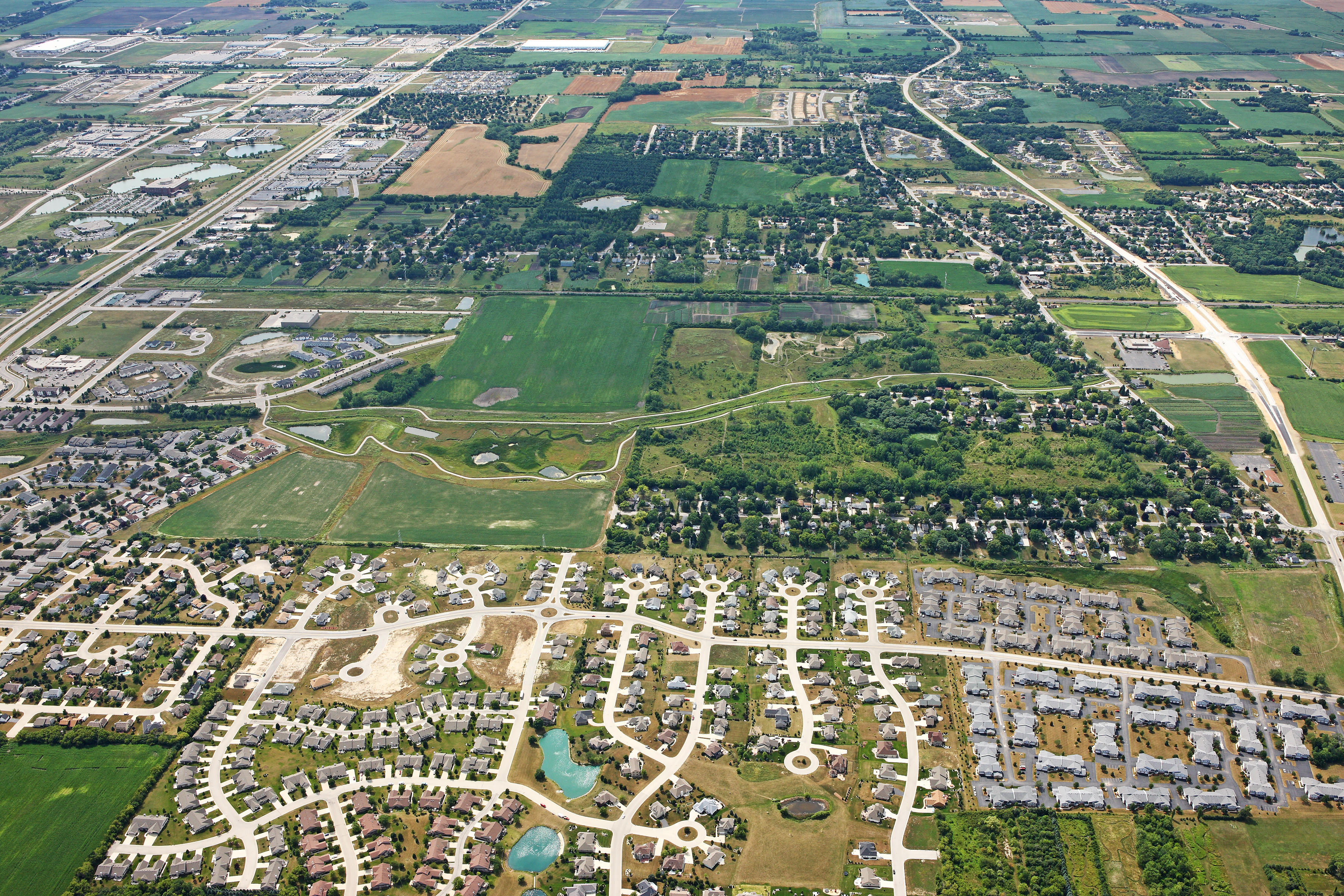
Flugaufnahme von Mount Pleasant (2009)

Mount Pleasant ist eine Gemeinde (mit dem Status „Village“) im Racine County im US-amerikanischen Bundesstaat Wisconsin. Das U.S. Census Bureau ermittelte bei der Volkszählung 2020 eine Einwohnerzahl von 27.732.
Mount Pleasant ist Bestandteil der Metropolregion Milwaukee.

## Geografie
Mount Pleasant liegt im Südosten Wisconsins, im südlichen Vorortbereich von dessen größter Stadt Milwaukee. Im Nordosten wird das Gemeindegebiet vom Root River begrenzt, während es im Süden an den Michigansee heranreicht. 
Die geografischen Koordinaten von Mount Pleasant sind 42°41′51″ nördlicher Breite und 87°51′21″ westlicher Länge. Das Gemeindegebiet erstreckt sich über eine Fläche von 91,56 km², die sich auf 87,36 km² Land- und 4,2 km² Wasserfläche verteilen. 
Die Gemeinde Sturtevant wird vollständig vom Gemeindegebiet von Mount Pleasant umschlossen. Weitere Nachbarorte sind Caledonia (an der nördlichen Gemeindegrenze), Racine (an der nordöstlichen Gemeindegrenze), Kenosha (21,6 km südlich) und Union Grove (16,6 km westlich).
Die nächstgelegenen Großstädte sind Milwaukee (42,2 km nördlich), Wisconsins Hauptstadt Madison (146 km westnordwestlich), Rockford in Illinois (139 km westsüdwestlich) und Chicago in Illinois (118 km südlich).

## Verkehr
Das Gemeindegebiet von Mount Pleasant wird im Westen von der Interstate 94 begrenzt, die hier auf einem Abschnitt gemeinsam mit dem U.S. Highway 41 verläuft. Innerhalb des Gemeindegebiets verlaufen die Wisconsin Highways 11, 20. 31 und 32. Alle weiteren Straßen sind untergeordnete und teils unbefestigte Fahrwege sowie innerörtliche Verbindungsstraßen.
Durch Mount Pleasant verlaufen zwei Eisenbahnlinien der Canadian Pacific Railway, die sich in Sturtevant kreuzen.
Unmittelbar hinter der nordöstlichen Gemeindegrenze liegt mit dem John H. Batten Airport ein Regionalflughafen. Die nächsten Großflughäfen sind der Milwaukee Mitchell International Airport in Milwaukee (32,1 km nördlich) und der O’Hare International Airport in Chicago (98 km südlich).

## Bevölkerung
Nach der Volkszählung im Jahr 2010 lebten in Mount Pleasant 26.197 Menschen in 11.136 Haushalten. Die Bevölkerungsdichte betrug 299,9 Einwohner pro Quadratkilometer. In den 11.136 Haushalten lebten statistisch je 2,33 Personen. 
Ethnisch betrachtet setzte sich die Bevölkerung zusammen aus 86,0 Prozent Weißen, 6,7 Prozent Afroamerikanern, 0,2 Prozent amerikanischen Ureinwohnern, 2,1 Prozent Asiaten sowie 2,9 Prozent aus anderen ethnischen Gruppen; 2,0 Prozent stammten von zwei oder mehr Ethnien ab. Unabhängig von der ethnischen Zugehörigkeit waren 8,3 Prozent der Bevölkerung spanischer oder lateinamerikanischer Abstammung. 
20,5 Prozent der Bevölkerung waren unter 18 Jahre alt, 59,7 Prozent waren zwischen 18 und 64 und 19,8 Prozent waren 65 Jahre oder älter. 52,1 Prozent der Bevölkerung war weiblich.
Das mittlere jährliche Einkommen eines Haushalts lag bei 61.111 USD. Das Pro-Kopf-Einkommen betrug 32.307 USD. 7,2 Prozent der Einwohner lebten unterhalb der Armutsgrenze.